# Konglungen
Konglungen est une île de la commune de Asker,  dans le comté d'Akershus en Norvège.

## Description
L'île de 0,25 km2 se trouve dans l'Oslofjord intérieur juste au sud-ouest de l'île de Langåra, au bout de la péninsule de Løkenes à l'est de Vettre. Au fil des ans, l'île est devenue une station balnéaire puis un quartier résidentiel.

### Réserve naturelle
L'extrême est de l'île est préservée en tant que partie du rift d'Oslo. En pratique, la réserve naturelle n'est pas accessible au public du côté terre.

## Galerie

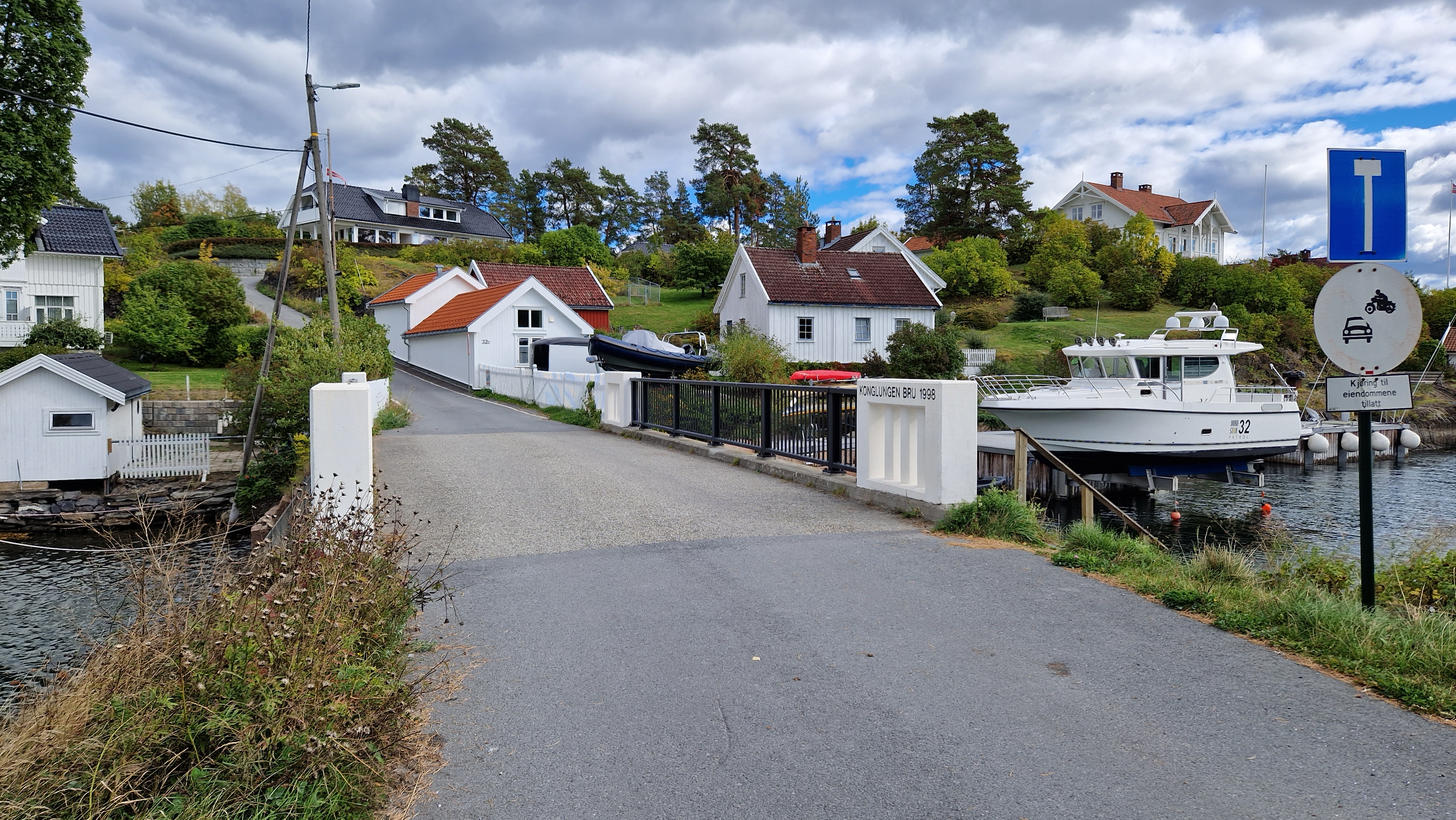
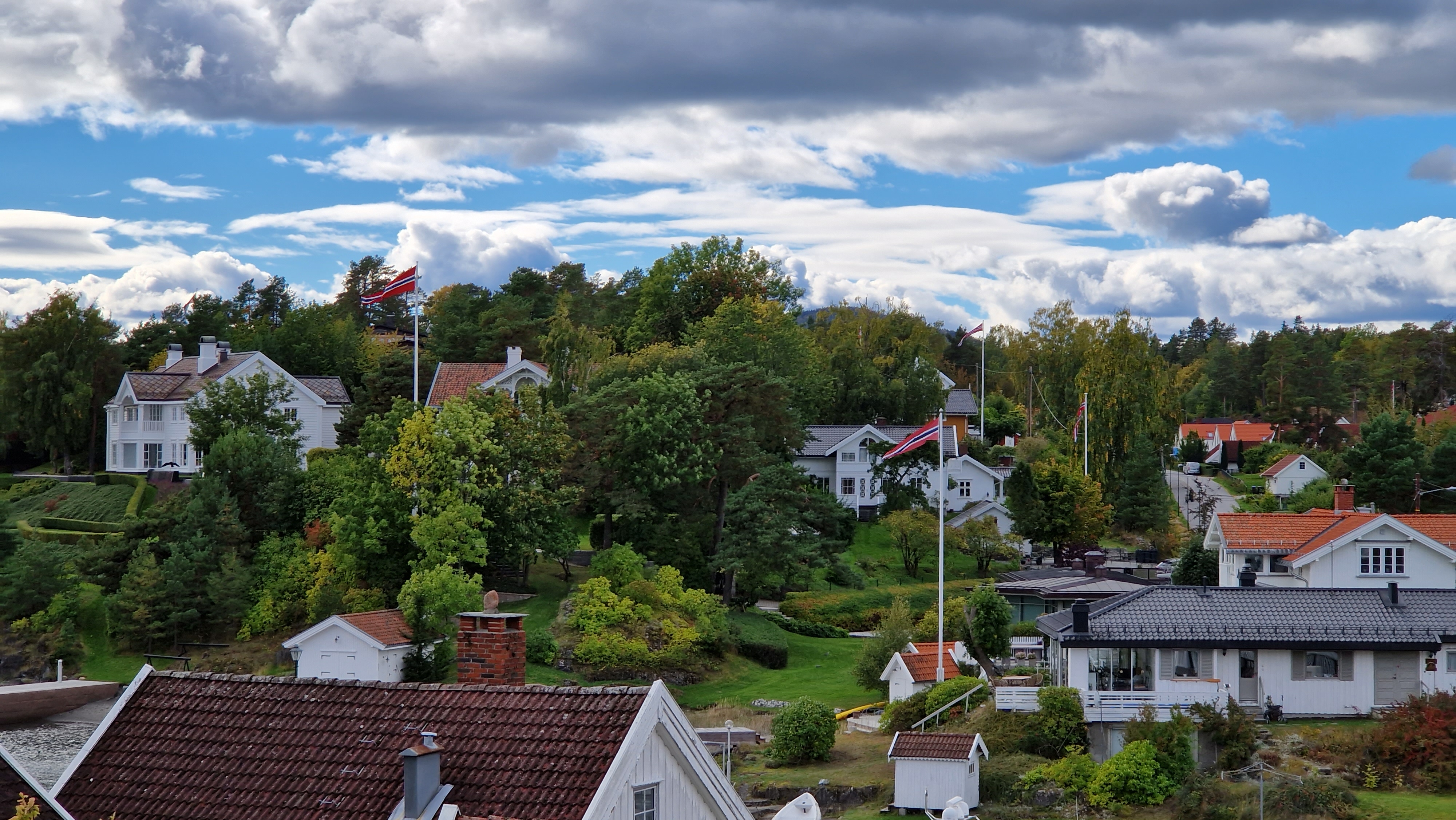